# Заимствование
Заи́мствование в лингвистике — процесс усвоения одним языком слова, выражения или значения другого языка как есть (то есть без перевода), а также итог этого процесса — само заимствованное слово в словарном составе языка.

## Классификации заимствований

### По языку — источнику заимствования
В зависимости от языка-донора заимствования в русском языке называют англицизмами, арабизмами, германизмами и тому подобное. В некоторых случаях название заимствования может не совпадать с современным названием языка, принятым его носителями, а происходить от альтернативного или более древнего названия государства, страны, народа, языка-источника либо их предков или территориальных предшественников: например, заимствования из чешского языка называются богемизмами (от исторического названия региона Богемии), из французского — галлицизмами (ср. Галлия, галлы). Название заимствования может охватывать группу родственных языков (славянизм, тюркизм) и так далее.
Теоретически принято по ряду параметров разграничивать заимствование из близкородственных, дальнеродственных и неродственных языков.
В связи с тем, что сегодня основным языком-источником заимствований является английский, появляются термины для названия языков-реципиентов, изобилующих англицизмами и их производными: французский — franglais — франгле (по названию книги Р. Этьембля «Parlez-vous franglais?», 1964 — «Вы говорите по франглийски?»), русский — рунглиш.

### По типу контакта
Заимствования могут быть как прямыми (между языками соседних народов и культур), так и опосредованными — при участии языка-посредника. Заимствования из одного языка в несколько с минимальным изменением внешнего облика и значения называются интернационализмами. Путь заимствования может быть изустным, через живое диалогическое общение носителей разных языков, и письменным, через контакт с иноязычной лексикой в книжных источниках. При помощи последнего возможно заимствование элементов, принадлежащих более древней стадии того же языка (воскрешение архаизмов, например в поэтическом языке: Рихард Вагнер в своих музыкальных драмах, граф Алексей Толстой и другие).

### По способу заимствования
По способу адаптации иноязычного слова выделяются:
- лексические заимствования (переход как формы, так и значения слова из языка-донора в язык-реципиент с соответствующей фонетической и грамматической адаптацией). Заимствоваться могут как целые слова, так и части слов: (суффиксы, префиксы, в ограниченной степени даже окончания: герцог от нем. Herzog, архи-иерей, хин-ин, антипир-ин и т. д.;
  - псевдозаимствования — слова, собранные из заимствованных корней в языке-реципиенте. Примеры: киллер (иногда говорят killer — убийца в нейтральном смысле, но наёмный убийца — assassin/hitman), клипмейкер (видеоклип по-английски просто music video, а video clip — это небольшой отрезок съёмки), деинсталляция (прямое заимствование анинсталляция не звучит, так что приставку сменили);
- семантические заимствования (формирование у уже имеющегося в языке-реципиенте слова нового значения под влиянием другого языка: например, рус. трогать «вызывать эмоциональный отклик» (Просьба женщины тронула его) под влиянием французского toucher; мышь (животное) > (компьютерная) мышь (вид компьютерного манипулятора) по аналогии с английским mouse, у которого значение такого манипулятора появилось раньше.
- Кроме собственно заимствований учеными выделяются кальки — буквальный поморфемный перевод иноязычного слова. Кальки создаются по словообразовательным моделям иностранных слов из корней и аффиксов родного языка, соответствующих по своим значениям морфемам исходного слова. Таковы в русском языке многие слова старославянского (церковнославянского) происхождения, калькированные при переводах богослужебных книг с греческого: благозвучие (греч. euphonia (эвфония) от eu- «благо» и -phonia «звучание»), священноначалие (греч. hierarchia (иерархия) от hieros- «священный» (hiereios «священник, иерей») и -archia «начало, начальствование, старшинство» (от arche «начало»). Русское слово влияние восходит к нем. Einfluss (ein + fliessen = в + лить), которое обязано своим происхождением лат. influentia (фр. influence); лексема предмет — пол. przedmiot сделана по образцу нем. Gegenstand и Objekt, ведущих своё начало из лат. objectus; синтаксический оборот винительный с инфинитивом типа «тебя душа моя быть чает» (Державин) взят из латинского языка.

Семантическими кальками также нередко называют семантические заимствования. Калькирование является мягким способом освоения иноязычного значения и широко используется в языках тех стран, в которых общественное мнение не одобряет прямые формы заимствований, считая их разрушительными для языка (чешский, финский, исландский язык).
- Слова и выражения данного языка, описывающие элементы чужой культуры («реалии»[2][3][4]) или имеющие следы недоосвоенности, могут быть отнесены к экзотизмам или варваризмам. Периферию заимствований заполняют так называемые «иноязычные вкрапления» — неадаптированные иностранные слова, более или менее широко известные в культуре языка-реципиента. Иноязычные вкрапления обычно сохраняют оригинальную фонетику, практически не освоены грамматически и на письме передаются в оригинальной буквенной записи. Иногда книжная культура вырабатывает особые формы фиксации и передачи заимствованных слов, например, в японском языке одна из систем письма (カタカナ, катакана) предназначена преимущественно для слоговой передачи заимствований, в то время как исконная лексика записывается иероглифами или хираганой.

### По «степени принятия»[5]заимствования языком-реципиентом («degrees of acceptance»[6])
Данная классификация была разработана Манфредом Гёрлахом (Manfred Görlach), автора «Словаря англицизмов европейских языков» («A Dictionary of European Anglicisms», 2001), применительно к английским заимствованиям.
1. «Абсолютное принятие»[5] («The word is fully accepted»[6]) — иноязычная лексема не ощущается как англицизм и/или употребляется в текстах разных стилей в языке-реципиенте. При этом в орфографии ещё могут присутствовать черты принадлежности лексемы к иностранному языку. Примеры в русском языке: джинсы, пуловер, свитер, шорты. Примеры во французском языке: jeans, baskets, pull, sneakers, short.[5]
2. «Ограниченное принятие»[5] («The word is in restricted use»[6]) — иноязычная лексема употребляется в некоторых сферах коммуникации, в текстах, которые принадлежат определённому стилю. При этом иноязычная лексема может не ощущаться всеми носителями языка-реципиента как заимствование, которое невозможно заменить имеющимся в принимающем языке эквивалентом. Примеры в русском языке: мейк/мейкап, тотал-лук, преппи, софтнер, трэш, фича. Примеры во французском языке: brainstorming, easy, cool, make-up, fashion, total-look.[5]
3. «Непринятие»[5] («The word is not part of the language»[6]) — иноязычная лексема не является частью лексической системы языка-реципиента. Она может рассматривается как вольный перевод семантического заимствования («loan creation»[6]) или может встречаться лишь в текстах, в которых необходимо сделать отсылку к иностранной культуре. В последнем случае иноязычная лексема выступает экзотизмом или реалией. Пример в русском языке — килт (от английского kilt). Пример во французском языке — le kilt. В обоих языках эти лексемы обозначают юбку, которая является частью мужского национального костюма в Шотландии.[5]

## Сферы использования заимствований
Заимствованные слова имеют две основных сферы применения:
1. обозначение новых понятий и явлений, заимствованных в данную культуру (в истории России это, в древности, церковная лексика, пришедшая вместе с христианством, с XVIII века — научная терминология, в последние десятилетия — терминология современных музыкальных и спортивных направлений, экономики и информационных технологий);
2. обозначение понятий и реалий чужих культур, связанных с различного рода традициями. Такие слова называются экзотизмами. Примерами могут служить проникшие в русский язык, но не используемые для обозначения элементов российской культуры слова-обращения мистер, месье, пани, мадемуазель, вариантов положения человека в обществе и соответствующих титулов (господарь, самурай, сёгун), церемоний (бар-мицва), видов спорта (сумо, петанк), названия предметов (японские ритуальные куклы дарума и нэцкэ), музыкальные инструменты (ситар, саз), наименования кулинарных продуктов (васаби) и блюд (сашими), напитков (саке, виски), типов архитектурных сооружений (пагода).

## Интернационализмы
Мощные пласты заимствованной лексики во многих языках составлены словами — интернационализмами, часто носящими терминологический характер. Так, в европейской традиции интернациональной издавна является научная и техническая лексика, образованная от латинских и греческих словесных корней. В отличие от изменения (чаще всего сужения) значения при других вариантах заимствований, у интернационализмов в целом ряде языков почти полностью совпадают как звукобуквенные формы, так и значения, что служит обеспечению единства терминологии разных областей человеческой деятельности. Такие слова понятны образованным носителям многих языков. Примерами интернационализмов могут служить такие слова, как радиус (лат. radius «луч») или производное от него слово радио; также юриспруденция (лат. jurisprudence), телевидение (television от греч. tele- «далеко» и латин. vision «зрение, видение»). В последние десятилетия основным источником интернационализмов стал английский язык, влияние которого заметно в таких областях человеческой деятельности, как информационные технологии (примеры интернационализмов: компьютер, принтер, роутер, сканер, Интернет, сайт, Википедия и многие другие), современная музыка (джаз, рок, панк, свинг, блюз, рэп) и экономическая теория и практика (бизнес, маркетинг, менеджмент, мерчандайзер, аутсорсинг).

## Сужение значения при заимствовании
Если в исходном языке слово было многозначным, то при заимствовании обычно берётся только одно из его значений, то есть происходит сужение значения слова, например:
- англ. killer «убийца вообще» → киллер, «наёмный убийца»
- англ. safe «безопасный, надёжный, сейф» → сейф, «несгораемый ящик»
- англ. printer «печатник, издательство, печатающее устройство» → принтер, «разновидность печатающего устройства»
- англ. speaker «говорящий, выступающий, диктор, лектор, спикер, громкоговоритель» → спикер, «выступающий, главный в парламенте»
- «спутник» → англ. Sputnik «советский космический аппарат»
- «перестройка» → англ. Perestroika «горбачёвские реформы в СССР»

То же относится и к калькам:
- фр. impression «тиснение, печать, отпечаток, впечатление» → «впечатление»

## Роль заимствований
Заимствование увеличивает лексический объём языка, служит источником новых корней, других словообразовательных элементов и терминов, расширяет и нюансирует номенклатуру понятий, используемых в разных областях жизни общества или подменяет существующие. Оно является стихийной или управляемой формой языковых контактов и источником языковых изменений. В случае массового характера и интенсификации межъязыковых связей заимствование, наряду с другими формами взаимодействия языков, может привести к образованию гибридных форм речи (торговых языков) и смешанных языков (пиджинов, креольских языков) и тому подобных.
Широко распространены пуристские представления о том, что заимствования засоряют язык, наносят ему непоправимый вред, поскольку разрушают связи между исконными словами и привносят в его систему чуждые смыслы, что, однако, может противоречить таким фактам, что многие наиболее богатые языки (английский, немецкий, русский, японский) содержат целые пласты заимствованных слов. Кроме того, в большинстве случаев заимствование чужих слов сопровождает усвоение технологических, культурных, социальных и других новшеств. Отсюда большое значение заимствованных слов для истории культуры.

## Примеры
Славянская христианская терминология, взятая у греков вместе с христианством, русская морская терминология — голландско-немецкого происхождения, как и всё морское дело, общая европейская музыкальная терминология, идущая из Италии, терминология мод, взятая из Франции, и т. д. Некоторые заимствованные слова, как, например, названия металлов, животных и растений, очень древни и являются чуть не кругосветными путешественниками, переходя от одного народа к другому вместе с самыми предметами. Так, русское тмин (в говорах — и кмин), пол. kmin, старославянское, нем. Kümmel (др.-в.-нем. chumin) ведут своё начало от греч. κύμινον и заимствованного из последнего лат. cuminum, которые, в свою очередь, восходят к др.-евр. כַּמּוֹן‬ («каммон»), которое тогда означало зиру. Также см. тмин.
Не подлежит сомнению, что заимствование происходило в широких размерах и в доисторическую эпоху. Очень может быть, что некоторые слова, принимаемые за общеиндоевропейские, были взяты в индоевропейский праязык из других языков. Как бы слабо ни было культурное развитие нераздельных индоевропейцев, всё-таки они должны были иметь торговые и другие сношения с прочими народами, причем несомненно могло происходить и заимствование. Наука пока не в состоянии определить подобные древнейшие заимствования, хотя кое-что, вероятно, будет раскрыто при дальнейшей совместной работе археологов и языковедов.
Самым надёжным критерием при определении заимствования слова является его фонетический состав. Противоречие звуков слова известным фонетическим законам, характерным для данного языка, свидетельствует обыкновенно о чуждом происхождении слова. Так, например, русское слово «брада», употреблявшееся раньше в высокой речи, рядом с основным словом «борода», заимствовано из старославянского (через церковно-славянский язык), потому что ра (вместо ожидаемого оро, имеющегося в природном русском слове борода) противоречит звуковому закону так называемого полногласия (то же самое с град — город, страж — сторож и т. д.).
Прочие критерии — семасиологический (разница в значении), морфологический (разница в формальном отношении) — менее надёжны и могут применяться только при невозможности узнать происхождение слова по его фонетическому составу. Так, вторичные необиходные значения слов муж «мужчина» и жена «женщина», возможно, заимствованы из латинского homo и mulier при посредстве церковнославянского.
Обыкновенно различают слова «усвоенные» (нем. Lehnwörter) и «иностранные» (нем. Fremdwörter). К первым принято относить слова, в основном усвоенные очень давно и не производящие впечатления чего-то чуждого, то есть ставшие «родными» в данном языке, например, князь, витязь, известь, комната, корабль, лошадь, таможня, хлеб, царь, церковь и т. д. Ко вторым относятся слова, усвоенные в основном недавно и сохраняющие ещё свой иноземный облик: аберрация, офицер, дифференциация, параллакс, адъютант и т. д. Это деление, однако, не может быть названо строго научным; оно основано на субъективном впечатлении, весьма изменчивом, и служит только основанием хотя какой-нибудь классификации. Критику его можно найти в работе С. Булича «Церковно-славянские элементы в современном литературном и народном русском языке» (ч. I, СПб., 1893. Введение); там же указана важнейшая литература вопроса и охарактеризован самый процесс его. См. его же «Заимствованные слова и их значение для развития языка» («Русск. филолог. вестник», Варшава, 1886, № 2).

## Заимствования по языкам-источникам
- Азербайджанизм — из азербайджанского языка
- Англицизм — из английского языка
- Арабизм — из арабского языка
- Арамеизм — из арамейского языка
- Богемизм — из чешского языка[8]
- Галлицизм — из французского языка
- Гебраизм — из древнееврейского языка
- Германизм — из немецкого языка
- Грецизм — из греческого языка
- Итальянизм — из итальянского языка
- Испанизм — из испанского языка[9]
- Персизм — из персидского языка
- Португализм — из португальского языка
- Литуанизм — из литовского языка
- Латинизм — из латинского языка
- Мадьяризм (унгаризм) — из венгерского языка
- Полонизм — из польского языка
- Ориентализм — из восточных языков
- Русизм — из русского языка
- Семитизм — из семитских языков[8]
- Старославянизм — из древнеславянских языков
- Славянизм — из славянских языков
- Тюркизм — из тюркских языков
- Украинизм — из украинского языка
- Церковнославянизм — из церковнославянского языка